# 烏爾巴諾三世
烏爾巴諾三世（拉丁語：Urbanus PP. III；1120年—1187年10月20日）本名猶柏·克里韋利（Uberto Crivelli），1185年11月25日當選教宗，同年12月1日即位至1187年10月20日為止。他有一私生子雷定四世，後亦成為教宗。

## 譯名列表
- 烏爾巴諾：天主教香港教區禮儀委員會：禧年專頁 （页面存档备份，存于）作烏爾巴諾。
- 烏爾班：《大英簡明百科知識庫》2005年版[永久]作烏爾班。
- 伍朋：香港天主教教區檔案　歷任教宗作伍朋。
- 乌尔班、乌尔万、于尔邦、厄本：《世界人名翻譯大辭典》1993年版作乌尔班、乌尔万、于尔邦、厄本。